# Гобо (освещение)

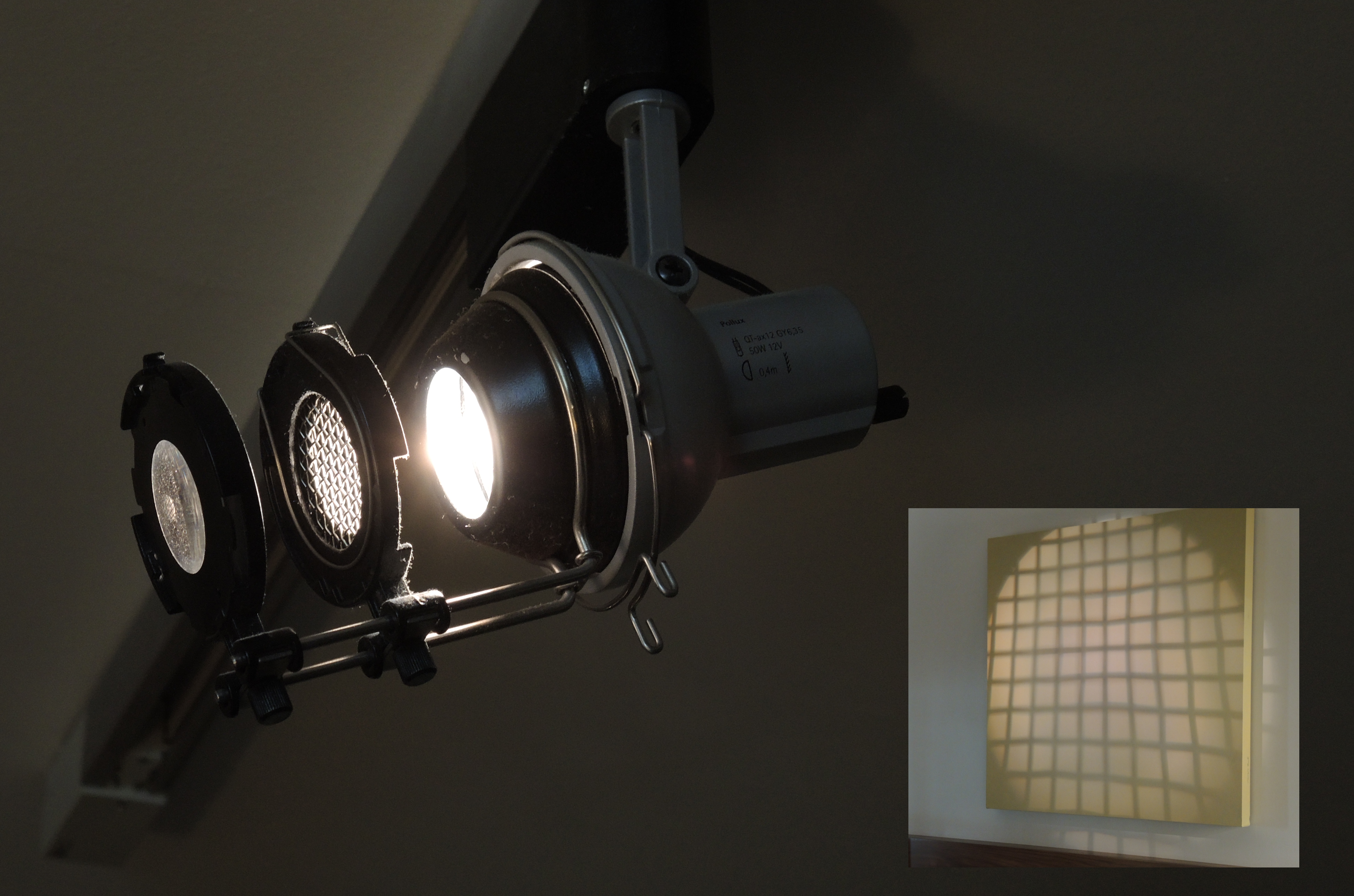
Декоративное осветительное устройство, которое проецирует гобо. Компоненты справа налево — это корпус лампы, сам гобо (сетка из проводов) и фокусирующая линза. В театральной установке все три лампы будут находиться в кожухе для предотвращения утечки света. Вставка в правом нижнем углу показывает шаблон, который проецирует это устройство. Расстояние между гобо и линзой может быть изменено для изменения размера и фокуса изображения

Гобо — объект, помещенный внутри или перед источником света для управления формой излучаемого света и его тенью.
В студийной фотографии термин «гобо» стал относиться к любому устройству, отбрасывающему тень, и различным элементам оборудования, которые находятся перед источником света (таким как рука гобо или голова гобо).
Однако в театральном освещении этот термин более конкретно относится к устройству, размещенному в «гейте» или в «точке фокусировки» между источником света и линзами (или другой оптикой).

## Происхождение
Оксфордский словарь даёт три определения (и другие с этим согласны): «Тёмная пластина или экран, используемый для защиты объектива от света; (в театре) частичный экран, используемый перед прожектором для проецирования формы; экран, используемый для экранирования микрофона от посторонних шумов». Хотя Оксфорд даёт версию «1930-е годы … неизвестного происхождения, возможно, от go between», точное происхождение гобо неясно. Возможно, это американская сленговая аббревиатура от «go-between» или «go-before» (подобно тому, как нью-йоркское «SoHo» означает район «South of Houston Street» — «к югу от Хьюстон-стрит»). Термин можно отнести к киностудиям 1930-х годов.
Некоторые специалисты по освещению считают, что это аббревиатура от «goes before optics» или, реже, «goes between optics». Альтернативной аббревиатурой может быть «graphical optical black-out» (графическое оптическое затемнение). Трактовка слова как аббревиатуры появилась недавно в качестве альтернативы применениям в оптике, «гобо» может относиться к экрану или листу звукопоглощающего материала для экранирования микрофона от звуков, исходящих с определённого направления (поэтому противоречит интерпретации, которая касается визуальное «затемнение» или «оптика»).

## Использование в студийной фотографии
В фотоиндустрии «гобо» описывает любую непрозрачную, обычно чёрную, панель или «флэт» любого размера, которая проходит между источником света и объектом фотографии (например, между солнечным светом и портретируемым) для управления моделирующим эффектом существующего света или, используемый в качестве отсекателя для создания теней; или даже для управления отражениями; или между источником света и объективом, для уменьшения бликов. Использование гобо дополняет светоформирующие устройства, прикрепленные к самим светильникам, будь то непрерывные или мигающие, причём наиболее распространёнными такими приспособлениями являются конусы, рефлекторы, ячеистые решётки или створки — наиболее распространённые виды такой оснастки.

#### Оборудование
Для длительных съёмок на сложных съёмочных площадках в студии более удобными и точными являются отдельно стоящие доски, часто выполненные в виде самонесущих панелей на петлях высотой с дверь (обычно называемых «флэтами»), или, если они меньше, в виде «флага» или «точки» (круглый флажок), или «палец» (большего размера и прямоугольной формы), прикрепленный к подставкам, или отходящий от рычагов или зажимов, прикрепленных к столешнице, для натюрмортов и снимков продуктов. Фотографы чаще всего используют панели из чёрного пенополистирола или толстых карточек. Все они могут быть придуманы или сымпровизированы в разных формах, но всегда непрозрачны. Чем ближе гобо находится к объекту съёмки, тем резче тень. Запатентованные рычаги с «локтями», которые могут быть ориентированы во всех плоскостях и которые могут быть зафиксированы в нужном положении, имеются в продаже.

### Блокирование /ослабление света
Этот термин также используется для обозначения панелей или экранов, используемых для блокирования света от объектива, который в противном случае вызвал бы блики или ухудшил контрастность. Такие экраны, которые используются на съёмочных площадках, могут достигать 3 м в высоту. Фотограф на съёмке может использовать для этой цели бленду, руку или тёмный предмет. Но при использовании нескольких источников света в студии ряд отдельных управляемых гобо обеспечивает индивидуальные решения.
Гобо можно использовать даже в случае широкого источника света (например, софтбокса), где проблема заключается в управлении отражением на металлической или стеклянной поверхности, размещая его перед рассеивателем для получения чёткого тёмного отражения или позади, для получения мягкого контура.

## Использование при планировании мероприятия
Среди дизайнеров и декораторов становится всё более популярным использовать гобо для оформления своих мероприятий. Это может быть связано с темой, цветами или декором мероприятия. Это также очень эффективный способ избавиться от старого традиционного способа использования плаката для отображения какого-либо логотипа или точки фокусировки. Это, безусловно, удивительный способ заполнить танцпол или стены рисунком.

## Использование в театре

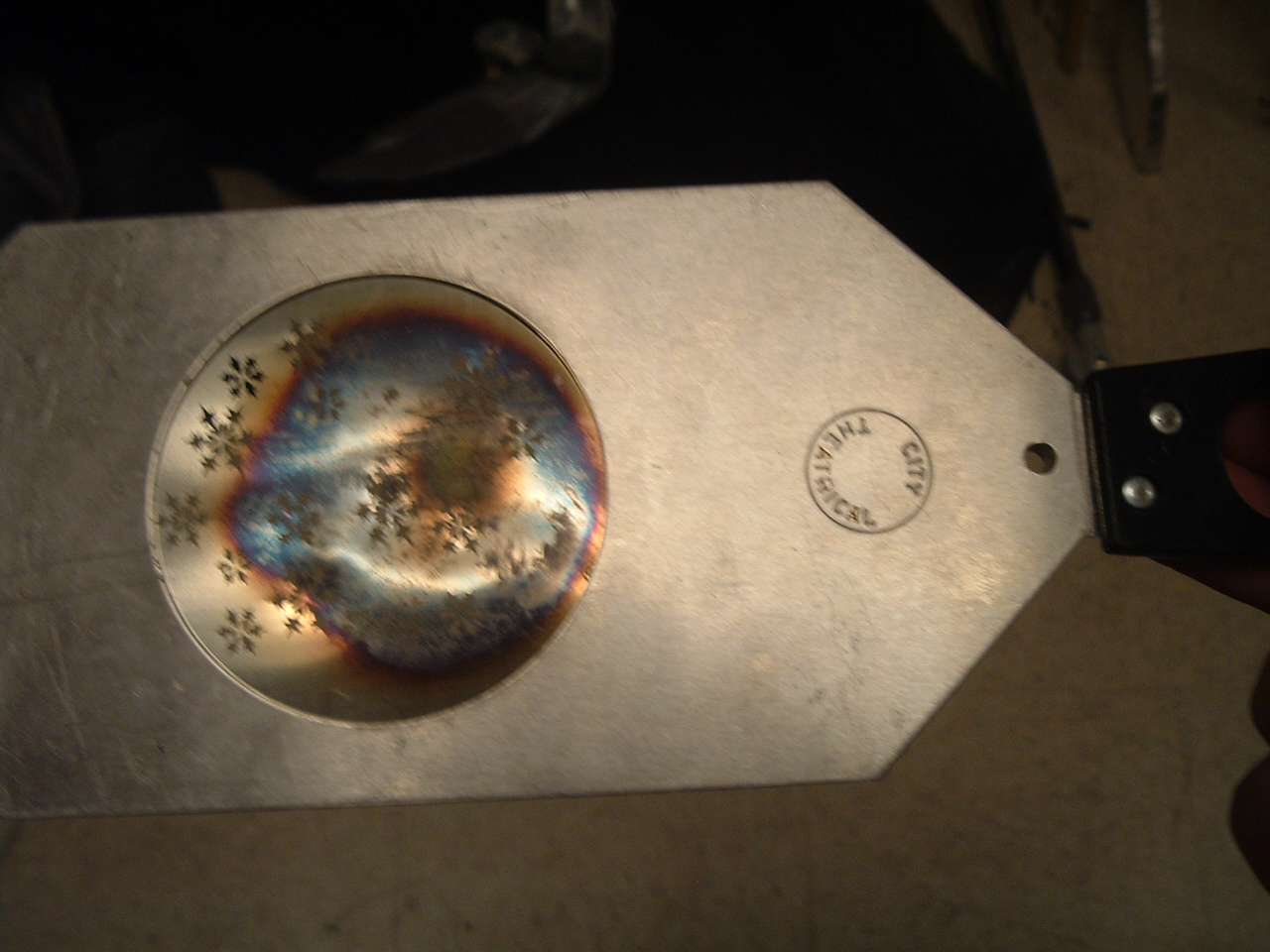
Гобо в держателе для гобо, который входит в сценический осветительный прибор. Обесцвеченная часть — это окисление нержавеющей стали, вызванное высокой температурой лампы, но гобо всё ещё можно использовать.

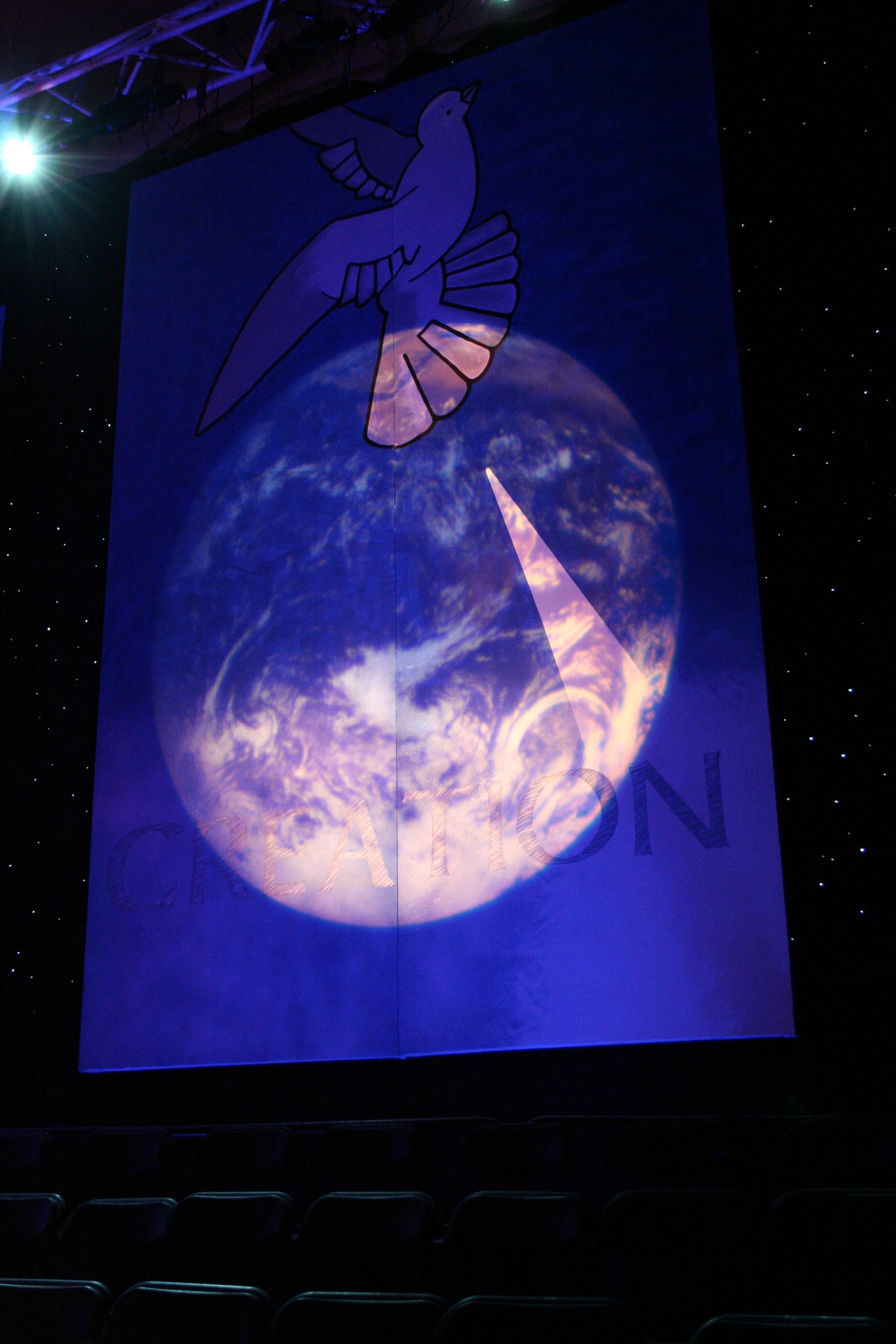
Стеклянный гобо Земли, спроецированный с помощью галогенового проектора.

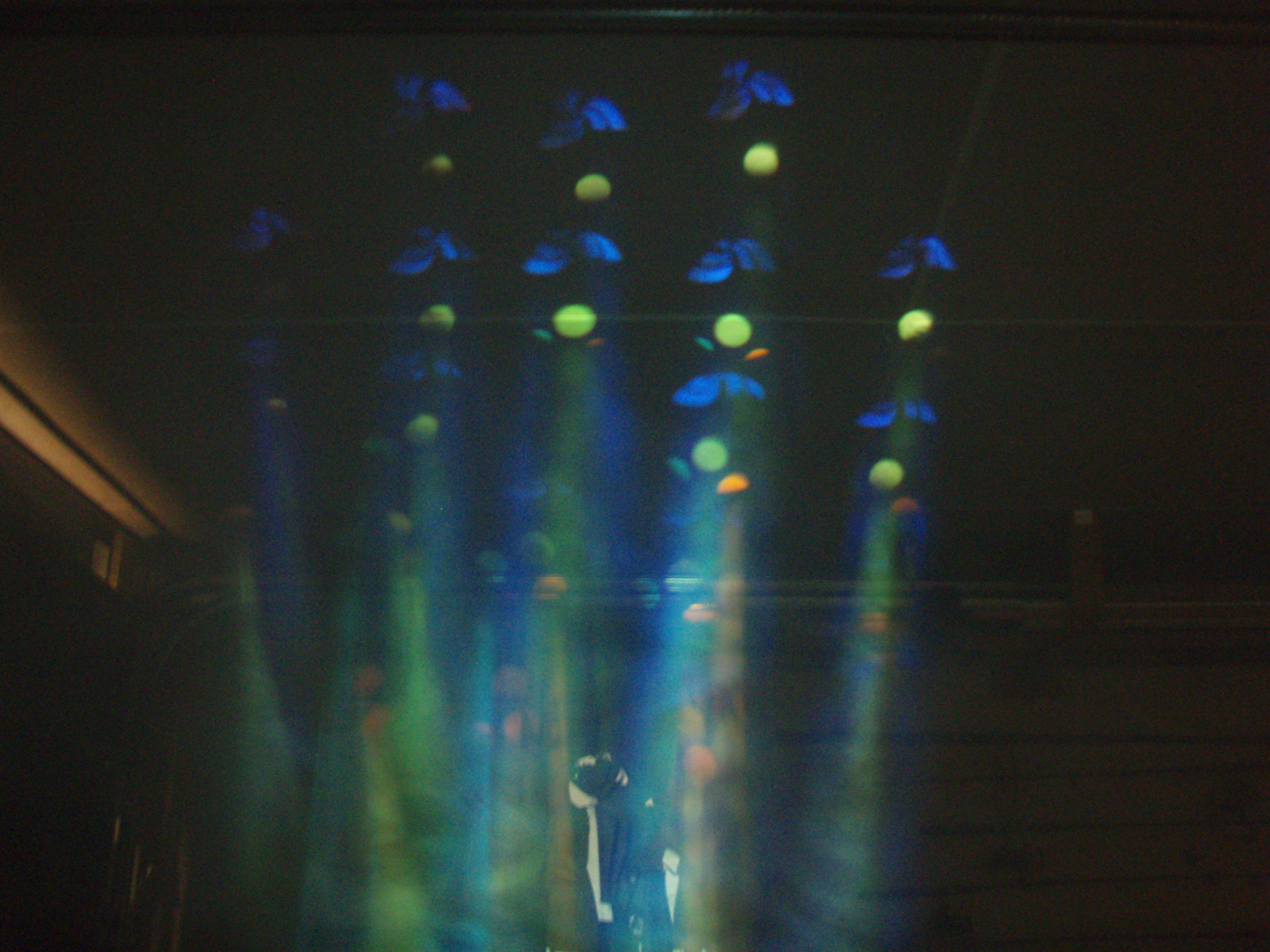
Гобо, проецируемый пучками дыма

Гобо используются с проекторами и более простыми источниками света для создания световых сцен в театральной области применения. Простые гобо, встроенные в автоматизированные системы освещения, популярны в ночных клубах и других музыкальных заведениях для создания движущихся форм.архитектурного освещения, а также в дизайне интерьера, например, для проецирования логотипа компании на стену.
Размещение в «gate» или в «точке фокуса» важно, так как позволяет получить чёткий, с чёткими краями шаблон или рисунок (логотипы, мелкие детали, архитектура и т. д.). Дизайнеры по свету обычно используют их с инструментами сценического освещения, чтобы манипулировать формой света, отбрасываемого на пространство или объект — например, для создания рисунка листьев на полу сцены. Гобо, размещенные после оптики, не дают точно сфокусированного изображения и более точно называются «флагами» или «куколори» («печенье»).

### Материалы
Гобо изготавливаются из различных материалов. Распространённые типы включают сталь, стекло и пластик.
Стальные гобо или металлические гобо используют металлический шаблон, из которого вырезается изображение. Они наиболее прочные, но часто требуют внесения изменений в оригинальный дизайн — так называемых перемычек — для правильного отображения. Например, для правильного представления буквы «О» требуются небольшие выступы или перемычки, поддерживающие непрозрачный центр буквы. Они могут быть видны на проецируемом изображении, что может быть нежелательным при некоторых применениях.
Стеклянные гобо изготавливаются из прозрачного стекла с частичным зеркальным покрытием, чтобы блокировать свет и создавать «чёрные» области на проецируемом изображении. Это устраняет любую необходимость в соединении и позволяет создавать более сложные изображения. Стеклянные гобо также могут включать цветные области (очень похожие на витражи), будь то с помощью нескольких слоёв дихроичного стекла (по одному для каждого цвета), наклеенных на монохромный гобо с алюминиевым или хромированным покрытием, или с помощью более новых технологий, которые изменяют толщину дихроичного покрытия (и, следовательно, цвет) контролируемым образом на одном куске стекла, что позволяет превратить цветную фотографию в стеклянное гобо. Стеклянные гобо, как правило, обеспечивают высочайшую точность изображения, но являются самыми хрупкими. Такие гобо обычно создаются с помощью лазерной абляции или фототравления.
Пластиковые гобо или прозрачные гобо могут использоваться в светодиодных эллипсоидальных прожекторах. Эти светодиодные пластиковые гобо могут быть полноцветными (как стеклянные), но гораздо менее хрупкими. Они являются новинкой на рынке, как и светодиодные лампы, и их долговечность и эффективность варьируются в зависимости от бренда.
В прошлом пластиковые гобо обычно изготавливались на заказ для тех случаев, когда рисунок требует цвета, а стекла недостаточно. Однако в «традиционном» (вольфрамово-галогенном) светильнике место фокусировки гобо сильно нагревается, поэтому тонкие пластиковые пленки требуют специальных охлаждающих элементов для предотвращения плавления. Нарушение режима охлаждения даже на несколько секунд может привести к разрушению пластикового гобо в вольфрамово-галогенном осветительном приборе.

### Узоры
Компании, занимающиеся поставками театральных и фотографических материалов, производят множество простых и сложных моделей. Они также могут изготавливать гобо на заказ по рисунку заказчика. Как правило, дизайнер по освещению выбирает шаблон из каталога производителя. Из-за большого количества доступных гобо на них обычно ссылаются по номеру, а не по названию. Специалисты по освещению также могут вручную вырезать гобо на заказ из листового металла или даже алюминиевых форм для пирогов.
Гобо часто используются на свадьбах и корпоративных мероприятиях. Они могут спроектировать логотипы компаний, имена супружеской пары или практически любое художественное произведение. Некоторые компании могут изготовить гобо на заказ всего за неделю. Дизайнеры также используют «стандартные» узоры гобо для этих мероприятий — например, для проецирования звезд или листьев на потолок.

## Техника / оптика
Гобо размещается в фокальной плоскости фонаря (обычно это эллипсоидальный отражатель прожектора или движущаяся головка). Гобо вставляется вверх дном и задом наперед. Осветительный прибор инвертирует проецируемое изображение.